# Wilhelm Ritter von Leeb
Wilhelm Josef Franz Ritter von Leeb (5. september 1876 i Landsberg am Lech, Bayern – 29. april 1956 i Füssen, Bayern) var tysk officer og feltmarskal under 2. verdenskrig. Han var general fra 1934 og
generalfeltmarskal i 1940 Samme år blev han dekoreret med Jernkorsets Ridderkors.
Von Leeb var øverstkommanderende for Heeresgruppe Nord fra 20. juni 1941 til 17. januar 1942. Han søgte og fik sin afsked i 1942 i forbindelse med uoverensstemmelser med Hitler og blev fulgt af Georg von Küchler.
Ved OKW-processen efter krigen – den sidste i Nürnberg – blev von Leeb idømt tre års fængsel for krigsforbrydelser. Straffen blev anset for udstået med den tid han havde været i krigsfangenskab.

### Webkilder
- Jewish Virtual Libary - Wilhelm von Leeb (på engelsk)
- History Learning Site - Wilhelm von Leeb (på engelsk)

### Trykte kilder
- Klee, Ernst (2007). Das Personenlexikon zum Dritten Reich (tysk) (2 udgave). Frankfurt am Main: Fischer Taschenbuch Verlag. s. 361. ISBN 978-3-596-16048-8.
- Nordisk familjebok (1952-1955 års upplaga)